# Golpe de Estado en Bulgaria de 1923
El golpe de Estado en Bulgaria de 1923, también conocido como Golpe de Estado del 9 de junio (en búlgaro: Деветоюнски преврат, Devetoyunski prevrat) fue un golpe de Estado en Bulgaria realizado por las fuerzas armadas bajo el mando de la Unión Militar del general Ivan Valkov en el atardecer del 9 de junio de 1923. Legitimado con vacilaciones por el decreto del zar Boris III de Bulgaria, derrocó al Gobierno de la Unión Nacional Agraria Búlgara de Aleksandar Stamboliyski y lo reemplazó por uno de Aleksandar Tsankov.

## Antecedentes
El Gobierno agrario de Stamboliski se había ganado la enemistad de poderosos sectores de la sociedad búlgara: los antiguos partidos burgueses, que temían cada vez más la proclamación de una república agraria, coaligados en el «Bloque Constitucional»; los socialdemócratas, algunos militares, reunidos en la Liga Militar y, junto con algunos profesionales liberales opuestos a las medidas de Stamboliski, en la «Unión Nacional»; y los extremistas macedonios de la Organización Interna Revolucionaria de Macedonia.

## El golpe
El Gobierno casi no contaba con apoyo extranjero, salvo el tardío de la Unión Soviética, que ordenó a través del Comintern la sublevación meses después del golpe.
El golpe, llevado a cabo el 9 de junio de 1923 y bien organizado, derrocó al Gobierno. El primer ministro se hallaba en su localidad natal, Slavovitsa, y logró esconderse hasta el 14, en el que fue descubierto, brutalmente torturado y decapitado.
En varios lugares, el golpe se encontró con la oposición de los activistas agrarios y voluntarios comunistas, un suceso conocido en la historiografía búlgara como el Levantamiento de junio. El levantamiento fue muy desorganizado, sin un caudillo común ni una radio de acción nacional. A pesar de la actividad revolucionaria a gran escala llevada a cabo por los rebeldes alrededor de Pleven (la cual lograron capturar), Pazardzhik y Shumen, fue rápidamente aplastado por el nuevo Gobierno.
El Partido Comunista Búlgaro no participó en el Levantamiento de junio, debido a que veía tanto el levantamiento como el golpe de Estado como una «lucha por el poder entre la burguesía urbana y rural». El partido prefirió permanecer neutral. Sin embargo, bajo la presión del Comintern, organizó el infructuoso Levantamiento de septiembre en el otoño de 1923. La insurrección fue sofocada por el ejército. Miles de rebeldes fueron  matados sin cargos ni juicio. 4